# Aleksander Knavs
Aleksander Knavs (Maribor, 5 december 1975) is een voormalig Sloveens betaald voetballer die speelde als verdediger. Hij beëindigde zijn carrière in 2008 bij de Oostenrijkse club Red Bull Salzburg.

## Interlandcarrière
Onder leiding van bondscoach Bojan Prašnikar maakte Knavs zijn debuut voor het Sloveens voetbalelftal op 5 februari 1998 in het oefenduel tegen IJsland, net als Aljoša Sivko (NK Publikum Celje). Hij viel in dat duel na 80 minuten in voor Mladen Rudonja. Knavs speelde in totaal 65 interlands voor de voormalige Joegoslavische deelrepubliek, en scoorde drie keer voor zijn vaderland. Met Slovenië nam hij deel aan het EK voetbal 2000 en het WK voetbal 2002.

## Erelijst
Olimpija Ljubljana
- Landskampioen

1994, 1995
- Beker van Slovenië

1996
 Tirol Innsbruck
- Landskampioen

2000, 2001